# Varanus glebopalma
Varanus glebopalma (Mitchell, 1955) — вид варанів з підроду Odatria, живе на півночі Австралії. Усталеної української назви цей вид не має. Місцеві жителі називають його «англ. Twilight goanna» тобто сутінковий варан, бо на відміну від інших варанів цей веде присмерковий чи нічний спосіб життя. Наукова назва «glebopalma» отримана за блискучі темні подушечки на лапах.

## Опис
Довжина тіла може досягати метра чи навіть трохи більше. При цьому хвіст становить 179—246 % довжини тіла від носа до клоаки, тобто в середньому вдвічі довший за тулуб з головою та шиєю. При цьому деякі дослідники (Horn & Schurer 1978) вважають, що в західних варанів хвости довші ніж у східних. Характерною особливістю будови також є довга та гнучка шия.
Забарвлення і візерунки на шкірі сильно варіюють і певно залежать від довкілля. Зверху варан чорний з бежевим сітчастим малюнком і невеликими світлими плямами з чорною серединою. Верхня сторона голови та кінцівок чорні з дрібними цятками бежевого або кремового кольорів які разом утворюють на кінцівках досить великі плями. Зазвичай ближня половина хвоста зверху чорна, а задня кремово-жовта. Горло біле з рожевувато-бежевим мереживним малюнком. На губах та нижній щелепі цей візерунок переходить у темні смуги. Черево та груди брудно-білі з нечіткими поперечними смугами світлого червонувато-коричневого кольору. Хвіст та кінцівки на споді жовті. Дорослих варанів glebopalma можна легко відрізнити від близького виду V. glauerti завдяки відсутності яскравих смуг на хвості. Але в дуже молодих варанів хвіст часом цілком смугастий.
На підошвах тварини мають круглі, блискучі, темно-коричневі лускаті подушечки. Ймовірно вони забезпечують варанові краще зчеплення з поверхнею при пересуванні по скелям.
Луска на більшій частині тіла дрібненька, гладенька, неправильної форми. Навколо тіла в середині 130—170 рядів лусок.
Ніздрі розташовані ближче до кінця писку ніж до очей і відкриваються убік.
Хвіст округлий в перерізі без характерного для більшості варанів сплощення та кілю зверху. Позаду хвіст дещо стиснутий з боків. Луска на хвості гладенька чи з невеликими реберцями.

## Поширення
Живе у тропічних районах півночі Австралії. Ареал від Кімберлі у Західній Австралії, проходить через Північну територію до Західного Квінсленду на сході. На півострові Кейп-Йорк не зустрічається. Водиться також на кількох островах уздовж узбережжя. Незважаючи на значну територію зустрічається V. glebopalma досить рідко.

## Спосіб життя
На відміну від інших варанів веде переважно сутінковий спосіб життя і зазвичай відправляється на пошуки їжі після заходу сонця. Хоча час від часу нічну активність проявляють й деякі інші види, наприклад, V.komodoensis и V.salvator, але в цілому серед варанів лише V. glebopalma робить це регулярно. Втім це не суто нічний вид і тварину можна побачити і вдень.
Ці варани живуть в скелях і в деяких зручних для них місцях можна натрапити на досить значну кількість цих тварин, хоч в цілому це досить рідкісний вид. Живуть як на голих скелях так і в чагарниках на скелястих схилах. Знаходять собі сховок у тріщинах та печерах, під великими каменями.
Це дуже боязкий вид. Варани реагують на рух на відстані 50 метрів і одразу ховаються у сховок. Вони добре лазять по скелям і можуть вилізти на вертикальну стіну.
Харчується V. glebopalma переважно ящірками — сцинками, агамами, дрібнішими за них варанами тощо. Неодноразово дослідники спостерігали як ці варани ганялися за ящірками часом переслідуючи їх кілька десятків метрів перш ніж зловити. Також їдять жаб та інших дрібних хребетних, жуків, павуків, багатоніжок.

## Розмноження
Статевої зрілості варан досягає при загальних лінійних розмірах приблизно 2/3 максимальних.
Розмноження ймовірно відбувається наприкінці сухого і на початку вологого сезонів у жовтні-січні. Самиці відкладають щонайменше 5 яєць.

## Вжиток
Господарського значення тварина не має і ніяк не використовується.